# Porcellana di Este

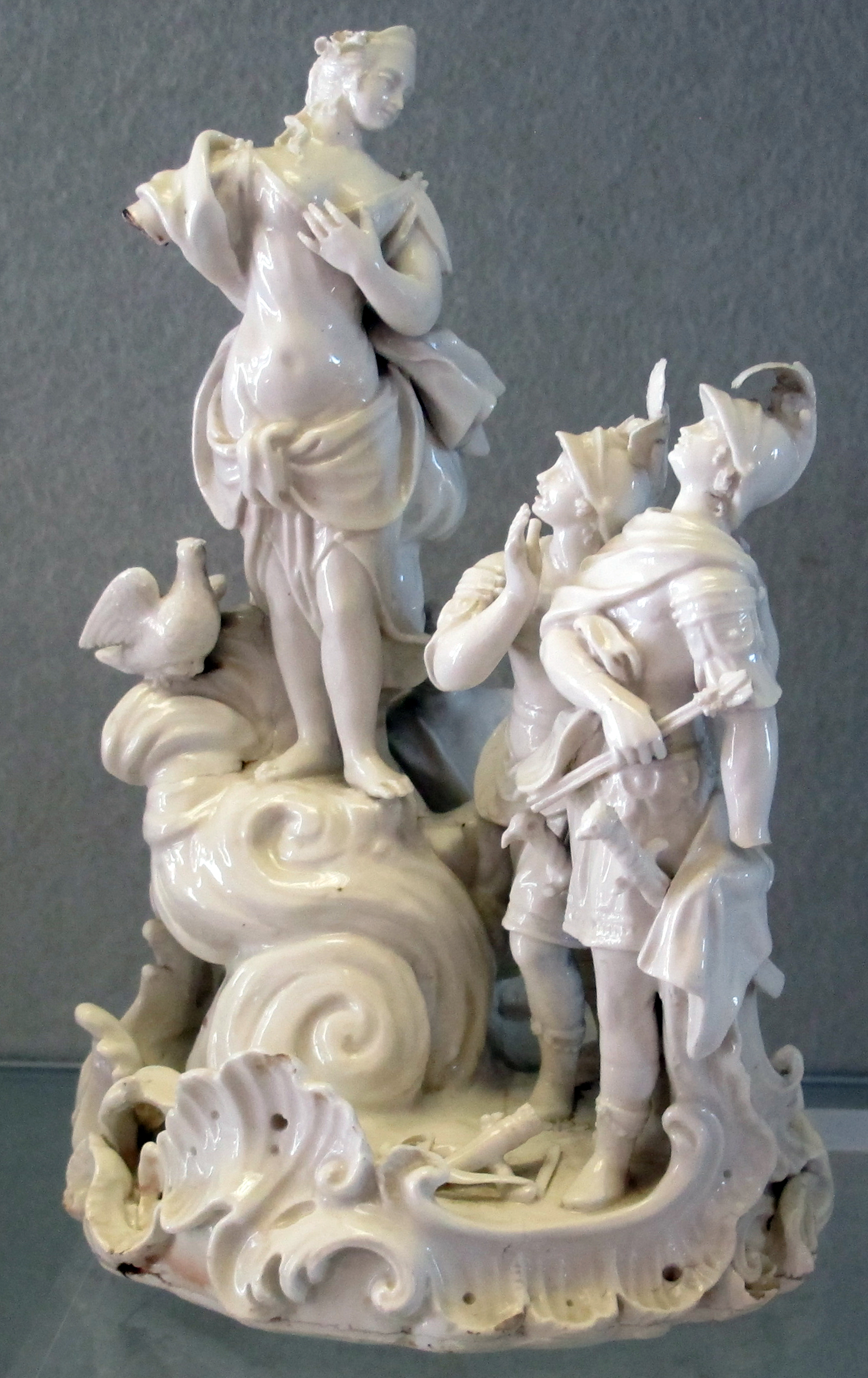
Gruppo centrotavola, 1785 circa

La porcellana di Este è una porcellana prodotta fra il 1765 e la fine del Settecento in alcune fabbriche della città di Este.

## Storia
La produzione di porcellana a Este fu impiantata da artigiani provenienti dalla manifattura delle Nove.
Nel 1765 Giovanni Battista Brunello cominciò a produrre porcellane a pasta tenera nella sua manifattura di maioliche al ponte della Girometta, avvalendosi di lavoranti che aveva trasferito clandestinamente dalla fabbrica delle Nove. E perciò subì un processo. Morì nel 1778.
Nel 1778 l'orafo e scultore Gerolamo Franchini fondò una manifattura di porcellana in Borgo Schiavin e prese come socio il modellatore francese Jean-Pierre Varillon (italianizzato in Giovanni Pietro Varion). La manifattura eccelleva nel modellato di stile rococò, in cui realizzava figurine e gruppi centrotavola.
Nel 1780 o 1781 Varion morì e dopo pochi anni Franchini smise di produrre porcellana, ma la manifattura proseguì come fabbrica di ceramica e maiolica.